# Jean-Gilles Delcour
Pour les articles homonymes, voir Cour et Delcour.
Jean-Gilles Delcour, né à Hamoir en 1632 et mort à Liège le 19 août 1695, est un peintre liégeois de sujets religieux. 

## Biographie
Jean-Gilles Delcour est né à Hamoir, ; il est le fils de Gilson Delcour, échevin de Hamoir, et de son épouse, Gertrude de Verdon. Son frère Jean Del Cour est sculpteur,,. 
Il a été l'élève de Gérard Douffet selon les uns, et de Bertholet Flémal selon d'autres, et s'est formé à Rome et pendant une longue période auprès d'Andrea Sacchi et de Carlo Maratta. Il a réalisé d'excellentes copies des œuvres les plus célèbres de Raphael comme L'École d'Athènes ou Bataille de Constantin contre Maxence, dont certaines existent toujours à Liège. Il réalise également quelques peintures pour des églises dont la copie de La chute de Simon le magicien et l'autel de la Collégiale Saint-Pierre de Liège et le plafond de l'église Notre-Dame-des-Fonds. 
Il meurt à Liège en 1695 et est enterré à la basilique Saint-Martin.

## Œuvres

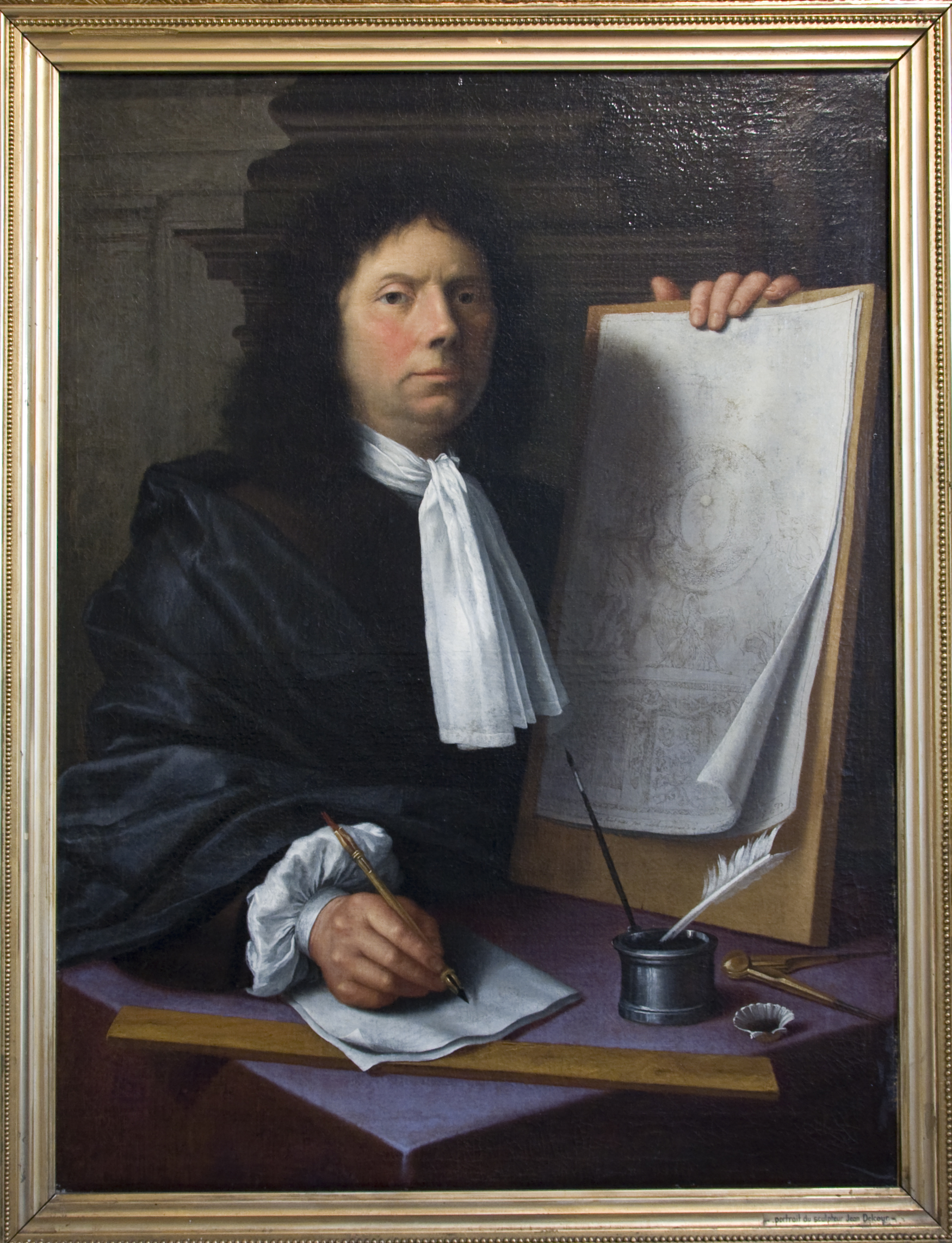
Portrait de son frère, le sculpteur Jean Del Cour.

- Martyre de saint Laurent, Basilique Saint-Martin de Liège
- Déploration, Couvent des Chanoinesses du Saint Sépulcre
- Portrait de Jean Del Cour, Grand Curtius, Liège.
- L'apparition de la croix à Constantin[1].